# Bomba M115
La bomba anti-cultivos M115, también conocida como la bomba de plumas o la bomba E73, era una bomba de racimo diseñada para diseminar roya del tallo del trigo.

## Historia
La producción masiva de la bomba M115 comenzó en 1953. El arma era una bomba de racimo M16A1 modificada, que normalmente se usaba para distribuir propaganda en folletos aéreos o armas de fragmentación. La Fuerza Aérea de Estados Unidos señaló por primera vez la necesidad de contar con un arma anticultivos en septiembre de 1947. En octubre de 1950, la Fuerza Aérea comenzó a adquirir 4800 bombas M115. Para 1954, cuando los agentes biológicos causantes de la roya del trigo y del centeno se estandarizaron en cultivos de laboratorio, la Fuerza Aérea de EE. UU. estaba preparada para transferir el agente a unas 4800 bombas M115. El despliegue de las M115 representó la primera, aunque limitada, capacidad de guerra biológica anticultivos de los Estados Unidos. Si bien el arma fue probada en Fort Detrick, en Frederick, Maryland, nunca se usó en combate.

## Especificaciones
La M115 era una bomba de 227 kg que se convirtió de una bomba de folletos y se usó para diseminar roya del tallo del trigo. El cultivo de la roya del tallo del trigo consistió en un material particulado seco que se adhirió a un vector de peso ligero, generalmente plumas. Debido a su método de diseminación, la bomba se conocía comúnmente como la «bomba de plumas». Las plumas caen sobre un área amplia cuando se sueltan. Se demostró que la M115 establece 100 000 focos de infección en un área de 130 km².

## Pruebas de la bomba M115
Según un informe militar de 1950, la M115 se probó en un área de 18 km de largo y 2,4 km de ancho. El área consistía en parcelas de 30 000 m² sembradas con la variedad de avena Overland, susceptible al agente de prueba, Puccinia graminis avenae, pero no a otras cepas de roya de los cereales. Las caídas de prueba del M115 mostraron que, desde una altitud de 1200 m, las plumas podrían extenderse sobre un área de 31 km². Se lanzaron tres bombas de pluma M115 a 1,6 km  en contra del viento desde el área objetivo, que luego se monitoreó para detectar cualquier cambio. Las estimaciones mostraron una reducción de alrededor del 30% en el rendimiento del área infectada.